# Semiothisa diluta
Semiothisa diluta är en fjärilsart som beskrevs av Barend J. Lempke 1952. Semiothisa diluta ingår i släktet Semiothisa och familjen mätare. Inga underarter finns listade i Catalogue of Life.